# Фарм-клуб
Фарм-клуб (англ. Farm team), также дублирующий состав — команда (как правило, по игровому виду спорта), являющаяся резервной для главной команды. Фарм-клубы часто используются для обкатки молодых игроков и для получения игровой практики спортсменами.

## Возникновение фарм-клубов
Считается, что популярность фарм-клубов заложил нидерландский футбольный клуб «Фейеноорд» (Роттердам), создавший в 1902 году команду «Эксельсиор», куда отдал в аренду восемь человек из основного состава. Затем футбольная федерация разрешила по ходу сезона переводить оттуда 10 человек в главный клуб и дозаявлять их в чемпионат.
Сейчас фарм-клубы можно встретить во многих видах спорта, как правило, у любого суперклуба есть свой фарм-клуб. Фарм-клуб обычно является самостоятельной структурой, главный клуб отдаёт туда игроков на условиях аренды или бесплатного трансфера.
Чаще фарм-клубы выступают в низших дивизионах национальных чемпионатов, но иногда они играют в одной лиге c основным. Высоких результатов фарм-клубы не добиваются, потому что лучших игроков отдают в главный клуб. Иногда клубы меняют свои фарм-команды в разных сезонах или расторгают с ними соглашение, так, например, футбольный клуб «Индиос» «отделился» от «Пачуки», организовавшей этот фарм-клуб, а ХК «Керамин» был фарм-клубом минского «Динамо» всего один год — в сезоне 2008/09.

## Примеры фарм-клубов
Существуют целые чемпионаты, состоящие из фарм-клубов. Так, например, все клубы, выступающие в Американской хоккейной лиге являются фарм-клубами команд Национальной хоккейной лиги. Также, все клубы Лиги развития НБА являются фарм-клубами команд Национальной баскетбольной ассоциации.
Часто фарм-клубы носят название главного клуба с приставкой: II (два) — например, в третьей лиге Германии играли клубы «Бавария II», «Вердер II», «Штутгарт II» и тому подобные. По этой же аналогии названы российские клубы второго дивизиона и первенства ФНЛ: «Спартак-2», «Зенит-2», «Краснодар-2», «Уфа-2», «Урал-2». Другие приставки: «3» — «Краснодар-3», «Динамо-3», «Шахтёр-3»; «М» — «Томь-М», «Факел-М», «Химки-М». В Испании и Португалии фарм-клубы обычно имеют название основного клуба с дополнением в виде латинской «B» — «Барселона B», «Вильярреал B», «Реал Мадрид B», «Севилья B», «Порту B» и тому подобные.
Однако встречаются фарм-клубы, названия которых не имеют ничего общего с названием главного клуба — например, клуб «Казанка» (однако, заявлен и обозначается в турнирах как «Локомотив-Казанка») является фарм-клубом московского «Локомотива» (ранее носил название «Локомотив-2»). Встречаются также фарм-клубы, базирующиеся в разных городах.
Многие звёзды свой первый профессиональный матч проводили именно в фарм-клубе, например, Андрей Шевченко, Лионель Месси, Боян Кркич и другие.

## Ограничения для фарм-клубов по футболу
- В Испании фарм-клубы имеют профессиональный статус, но при этом не могут участвовать в Кубке Испании и не имеют права попадания в Примеру[3].
- В Германии фарм-клубам, начиная с сезона 2008/09, нельзя выступать в Кубке Германии.
- В России фарм-клубам с определённого момента нельзя участвовать в Кубке России (пункт 4.1 Регламента); косвенно им также запрещено играть в одной лиге с основным клубом (пункты 4.4 Регламента РПЛ, 3.5 Регламента ФНЛ и 4.2 Регламента ПФЛ)[4].

## Терминология
Наряду с понятием фарм-клубов существуют также обозначения резервная команда, молодёжная команда, применяющиеся в отношении команд, входящих в структуру клуба (также — дубль или дублирующий состав, термины «вторая команда», «резервная команда» могут применяться как к фарм-клубу, так и к команде в структуре клуба).
Такие команды могут принимать участие в отдельном соревновании своей возрастной категории (примеры: молодёжное первенство России, Юношеская футбольная лига).
Фарм-клуб и данные команды могут существовать параллельно («Локомотив-Казанка», фарм-клуб — ПФЛ, «Локомотив» (мол.) — молодёжное первенство России, «Локомотив» U-17 и «Локомотив» U-16 — Юношеская футбольная лига, ЛФК «Локомотив»-М (U-19) — Первенство России среди ЛФК/III дивизион, зона «Москва»).
В СССР и ранний российский период имели место существования так называемых «клубных» команд, игравших в основном в турнирах КФК. Но некоторые из них в отдельные сезоны («Спартак (Москва)-клубная», «Динамо (Москва)-клубная», «Торпедо (Москва)-клубная») принимали участие и в низших лигах чемпионата СССР и Кубке СССР среди команд мастеров.